# كيث ماكاي
كيث ماكاي (بالإنجليزية: Keith Mackay)‏ هو لاعب كرة قدم نيوزيلندي في مركز الوسط، ولد في 8 ديسمبر 1956 في ويلينغتون في نيوزيلندا. شارك مع منتخب نيوزيلندا لكرة القدم. أما مع النوادي، فقد لعب مع Manurewa AFC ‏.

## وصلات خارجية
- كيث ماكاي على موقع الاتحاد الدولي (مؤرشف)  (الإنجليزية)
- كيث ماكاي على موقع قاعدة بيانات كرة القدم.إي يو (الإنجليزية)
- كيث ماكاي على موقع ناشيونال فوتبول تيمز (الإنجليزية)
- كيث ماكاي على موقع Soccerway.com (الإنجليزية)
- كيث ماكاي على موقع عالم كرة القدم.نت (الإنجليزية)